# Il sospetto (film 1941)
Il sospetto (Suspicion) è un film del 1941 diretto da Alfred Hitchcock.

## Trama

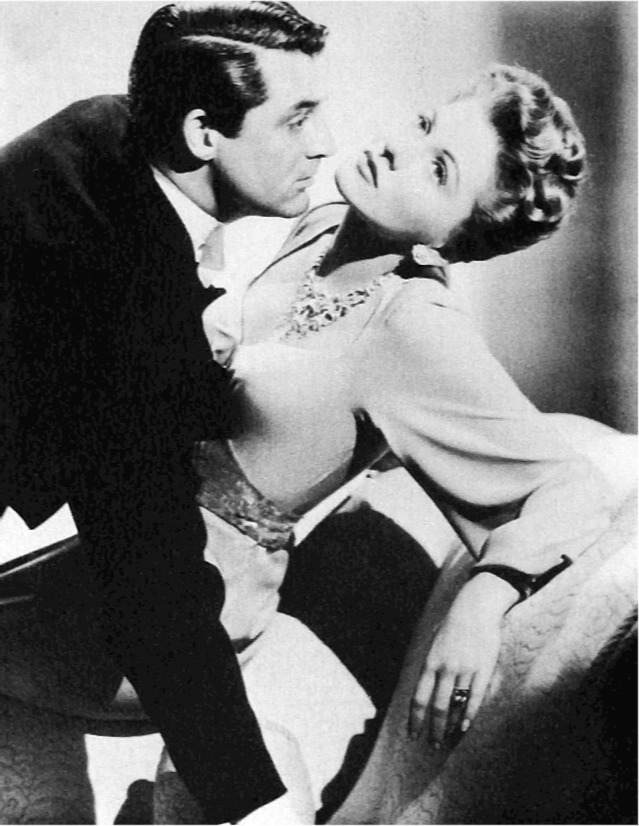
Cary Grant e Joan Fontaine in una foto di scena

1938; il seducente playboy Johnnie Aysgarth incontra la giovane Lina McLaidlaw su un treno in Inghilterra e la convince a uscire con lui. La donna inizialmente cerca di rifiutare le sue avances, ma successivamente origlia casualmente una conversazione tra i suoi genitori nella quale i due presumono che lei non si sposerà mai a causa della sua timidezza. Ferita da tale parole, Lina decide di accettare il corteggiamento di Johnnie.
Subito dopo Aysgarth annulla un loro appuntamento e non fa più sentire sue notizie. Lina si disillude, ma trascorsa una settimana l'uomo si ripresenta da lei per un ballo e la convince a sposarlo, in tutta fretta, nonostante la disapprovazione del padre della donna, il ricco generale McLaidlaw.  Dopo una costosa luna di miele, la coppia si trasferisce in una ricca casa e solo allora Lina scopre che l'uomo non ha un lavoro e neppure un reddito, anzi, ha il vizio di scommettere e vive di prestiti; la sua intenzione era quella di ottenere denaro dal generale McLaidlaw. La donna lo convince a trovare un lavoro, quindi Johnnie si mette al servizio di un suo cugino, l'agente immobiliare Melbeck.
Progressivamente Lina scopre che il marito continua a scommettere senza sosta nonostante le abbia promesso di smetterla. Per pagare un debito di gioco, l'uomo arriva a vendere due antiche sedie (cimeli della famiglia di Lina), che McLaidlaw aveva donato loro come regalo di nozze. La donna viene rassicurata da Beaky, l'amico bonario e ingenuo di Johnnie, ma al contempo si rende conto che il marito non fa che mentirle in modo sempre più significativo, finché non viene a sapere che è stato licenziato dal suo lavoro per appropriazione indebita e che Melbeck non lo denuncerà solo se gli verranno restituiti i soldi.
Lina prende seriamente in considerazione l'idea di lasciare Johnnie, ma poi cambia idea. Poco dopo suo padre muore, e Aysgarth resta deluso nell'apprendere che McLaidlaw non ha lasciato loro denaro, ma solo il suo ritratto. Successivamente convince Beaky a finanziare uno sviluppo fondiario estremamente speculativo; Lina, preoccupata dall'esito dell'azione, cerca di dissuadere Beaky, temendo persino che il marito stia meditando di ucciderlo. Quando Johnnie lo scopre, si infuria con la donna intimandole di stare fuori dai suoi affari, sebbene in seguito interrompa l'operazione.
Successivamente Beaky parte per Parigi e qui poco dopo muore. Johnnie mente a Lina e alla polizia dicendo di essere rimasto a Londra, dando adito in tal modo però al sospetto di essersi recato a sua volta a Parigi insieme all'amico. Questo, sommato ad altri dettagli (come la presenza di un altro inglese non identificato insieme a Beaky), portano Lina a sospettare che il marito abbia causato la morte di Beaky.
Scoprendo che Johnnie si è informato sulla sua assicurazione sulla vita, la donna comincia a pensare che voglia ucciderla. Il timore aumenta quando si accorge che il marito è un accanito lettore di romanzi polizieschi e che ha interrogato ripetutamente la sua amica scrittrice di gialli Isobel Sedbusk riguardo alla funzione di veleni irrintracciabili dalla scientifica e facilmente reperibili. Lina diventa sempre più nervosa e una notte rifiuta di bere un bicchiere di latte che Johnnie le porta per timore che possa essere avvelenato.
Lina decide di tornare da sua madre per qualche giorno per allontanarsi dal marito, che però insiste per accompagnarla. I due partono quindi insieme. Durante il tragitto Johnnie guida in modo spericolato su una strada adiacente a una scogliera; a un certo punto la portiera di Lina si apre e Johnnie allunga la mano verso di lei, terrorizzandola. La macchina si ferma e Lina affronta il marito. Quest'ultimo le dice che era intenzionato a suicidarsi dopo averla accompagnata dalla madre, ma ora ha capito che tale via d'uscita sarebbe da codardi e quindi vuole consegnarsi alla polizia per l'appropriazione indebita da lui commessa. Rivela anche che, quando Beaky è morto, egli si era recato a Liverpool e non a Parigi, per cercare di ottenere un prestito sulla polizza di assicurazione sulla vita di Lina per rimborsare Melbeck. Messi ormai da parte tutti i sospetti, la donna lo convince a non consegnarsi alle autorità, affinché possano affrontare insieme il futuro.

## Produzione

### Soggetto
Il soggetto è tratto dal romanzo Il sospetto di Anthony Berkeley Cox, scritto e pubblicato nel 1932 sotto lo pseudonimo di Francis Iles. Tre anni dopo furono venduti i diritti del libro alla RKO. La RKO aveva provato a portare il libro sullo schermo fin dal 1935 e per la sceneggiatura era stato contattato Emlyn Williams. Nel maggio-giugno del 1940 il progetto fu affidato da Harry Edington a Hitchcock.

### Sceneggiatura
Hitchcock ingaggiò per la sceneggiatura Samson Raphaelson, collaboratore di successo di molti film di Ernst Lubitsch. La scrittura cinematografica si protrasse dal dicembre 1940 al marzo 1941 e a parecchie scene lavorarono Alma Reville e Joan Harrison.

### Cast
La parte del protagonista maschile fu affidata a Cary Grant, nel primo dei quattro film di Hitchcock interpretati. La parte della protagonista femminile fu affidata a Joan Fontaine, al suo secondo film con Hitchcock dopo Rebecca, la prima moglie.

### Riprese
Il film fu girato interamente in studio e costò molto meno dei precedenti due film americani, Rebecca, la prima moglie e Il prigioniero di Amsterdam. Le riprese iniziarono il 10 febbraio 1941 e durarono fino a luglio dello stesso anno. Nell'agosto furono completati le musiche e il doppiaggio.

### Cameo
Come in molti altri suoi film, anche in questo Hitchcock prese parte come comparsa; in particolare qui lo si vede mentre imbuca una lettera mentre Lina esce dalla libreria con alcuni libri gialli.

## Accoglienza
Al pubblico il film piacque moltissimo. La stampa del settore lo accolse con una varietà di giudizi: alcuni entusiasti, come Howard Barnes dell'Herald Tribune, altri positivi ma con riserve, per esempio sul finale, come Bosley Crowther del New York Times, che definisce il film un "giallo psicologico".

## Critica
Noel Simsolo: «Film equivoco dal finale equivoco [...] La verità sfugge allo spettatore: è la donna che in preda alla nevrosi, frigida e incapace di amare un uomo, affascinata dalla morte, proietta sul marito le sue frustrazioni e i suoi impulsi autodistruttivi o è lui un bugiardo, amante del lusso, così a corto di mezzi che per intascare il premio dell'assicurazione della vita della moglie è in potenza e verosimilmente un assassino? (come sarà lo zio Charlie, pluriassassino di ricche vedove, il protagonista de L'ombra del dubbio)».
Éric Rohmer e Claude Chabrol: Il film dimostra «...in che modo il tarlo del sospetto guasta l'unità di una coppia...», la protagonista «...si nutre di tale sospetto come un vampiro, vuole solo crogiolarsi nel fallimento del suo amore».

## Dal romanzo al cinema

### Trama del romanzo
Il sospetto è la storia di Lina, che cresce in campagna nei primi decenni del XX secolo. A 28 anni, ancora vergine, rischia di rimanere zitella; inoltre trova la vita con i suoi genitori piuttosto noiosa. Quindi decide di sposare un giovane sconosciuto, appena arrivato, che proviene da una famiglia impoverita, il ventisettenne Johnnie Aysgarth. Il padre di Lina, il generale Mac Laidlan, è contrario al matrimonio e tutti pensano che Johnnie sia interessato solo ai soldi di Lina. Nonostante ciò, Lina e Johnnie si sposano dopo un breve fidanzamento. Trascorrono la luna di miele a Parigi, soggiornando nei migliori hotel e, successivamente, si stabiliscono a Londra, in un ampio appartamento. Solo sei mesi dopo Johnnie, disoccupato, confessa a Lina che avevano vissuto grazie a prestiti e che non è più in grado di pagarli. Pian piano Lina comincia a pagare tutte le spese e invita Johnnie a cercarsi un impiego fisso. Lasciano il costoso appartamento londinese e si trasferiscono nel Dorset, dove non conoscono nessuno. Suo malgrado, Johnnie è costretto a trovarsi un impiego e amministra la vasta tenuta del capitano Melbeck. Con il passare del tempo Lina scopre che Johnnie è un truffatore, un bugiardo, un ladro, un falsario, un malversatore, un adultero. Isobel Sedbusk, autrice di gialli, si trasferisce nel loro paese per trascorrere le vacanze estive. Johnnie fingendo di voler parlare con lei del suo nuovo libro, scopre che una sostanza velenosa non lascia nessuna traccia nel corpo umano dopo il decesso. Lina sembra esser diventata pazza, prende l'influenza e si aspetta ormai che suo marito l'uccida.

### Differenze romanzo-film
A differenza dal romanzo, il film ha un finale più ambiguo: infatti non viene specificato se le affermazioni per discolparsi di Johnnie siano vere oppure le ennesime bugie. Il romanzo è la storia di una donna che scopre di aver sposato un assassino e si lascia uccidere per amore; il film è la storia di una donna, la quale sospetta che il marito sia un assassino. Secondo Truffaut il film ha «un valore psicologico più grande del romanzo».

## Distribuzione
La prima ebbe luogo il 14 novembre 1941.

### Edizione italiana
Nel 1943, un gruppo di attori italiani si trovava a Madrid per partecipare a un film di coproduzione ispano-italiana, tra questi Emilio Cigoli, Paola Barbara, Nerio Bernardi, Franco Coop, Anita Farra, Felice Romano; gli avvenimenti del 25 luglio e dell'8 settembre dello stesso anno impedirono a questi attori il ritorno in Italia.
Un rappresentante della 20th Century Fox a Madrid, chiese agli attori italiani, nell'attesa del ritorno in patria, di occuparsi del doppiaggio di alcune pellicole della casa statunitense, in modo che all'arrivo degli americani in Italia, con la riapertura del mercato cinema, potessero essere pronte per le sale.
In quel periodo (1943-1944), vennero doppiati a Madrid in italiano, oltre a Il sospetto di Hitchcock, La zia di Carlo di Archie Mayo, Il pensionante di John Brahme, Com'era verde la mia valle di John Ford ed altri film.
Le pellicole doppiate in italiano furono successivamente portate in Italia a disposizione dei circuiti cinematografici, in quel periodo controllati dagli americani.
Curiosamente, nei titoli di testa, si può leggere il nome di Cary Grant storpiato in Gary Grant.

## Riconoscimenti
- Premi Oscar 1942:
  - Miglior attrice protagonista a Joan Fontaine
  - Candidatura al miglior film
  - Candidatura alla miglior colonna sonora